# Груша, Иржи
Иржи Груша, использовал также псевдонимы Ярослав Конечный и Йозеф Балвин (чеш. Jiří Gruša, 10 ноября 1938, Пардубице — 28 октября 2011, Ганновер) — чешский современный писатель, поэт и дипломат.

## Жизнь и творчество
Окончил философский факультет Карлова университета в Праге, с 1962 года — доктор философии. Писать начал в 1960-е годы. Вместе с другими молодыми чехословацкими авторами (Иржи Пиштора, Ян Лопатка, Вацлав Гавел, Збынек Хейда) печатал свои произведения в совместно организованном журнале «Лицо» (Tvář). После закрытия этого журнала выпускает свой — Sešity. 
В 1960-е годы опубликовал три поэтических сборника и в 1970-е — самиздатом свой эротический сборник стихотворений Мольба к Янинке (Modlitba k Janince). Его первый роман Миннер, или игра в скунса (Mimner aneb Hra o smrďocha) под предлогом порнографического содержания был запрещён к изданию. По поводу этого издания в Чехословакии было начато официальное расследование, и Груша более не мог печататься на родине.
В середине 1970-х годов распространял произведения из самиздата. Подписал политически диссидентскую Хартию-77. В 1978 г. был арестован в связи с выходом в Канаде его романа Вопросник (Dotazník), в котором критиковался социалистический строй в Чехословакии. Через два месяца Грушу выпустили на свободу и в том же году он эмигрировал в Торонто.
В 1980 г. получил американскую литературную стипендию, приехал в ФРГ и поселился в Бонне.
В 1981 г. был лишён чехословацкого гражданства.
В 1983 г. получил гражданство ФРГ. В эти годы создал учебник по чтению для чешских школ в Австрии.
С 1990 г., после победы «бархатной революции» в Чехословакии, назначен послом Чехословакии в ФРГ.
С июня по ноябрь 1997 г. — министр образования Чехии.
В 1998—2004 гг. — посол Чехии в Австрии.
В 2005—2009 гг. — директор венской Дипломатической академии.
В 2004—2009 гг. — президент международного ПЕН-клуба.
До конца жизни писатель проживал вместе со своей женой-немкой близ Бонна.

## Награды
- 1976 — Премия Иржи Коларжа
- 1978 — премия Эгона Хостовского
- 1996 — премия А. Грифиуса
- 1998 — международная премия Брюке
- 1998 — премия института Гёте
- 1997 — Премия имени Адельберта фон Шамиссо
- 1999 — Медаль Гёте
- 2002 — литературная премия Magnesia Litera
- серебряный командорский крест со звездой Почётного знака заслуг земли Нижняя Австрия
- почётный член ПЕН-клуба изгнанных писателей
- 2006 — Большой Крест за заслуги ФРГ со звездой

## Сочинения (избранное)

### Стихотворения
- Torna (Барабанщик), Прага 1962
- Světlá lhůta (Светлая минута), Прага 1964
- Cvičení mučení (Ученье-мученье), Прага 1969
- Babylonwald (Вавилонский лес), Gedichte, Штутгарт, 1990
- Wandersteine (Странствующие камни), Gedichte, Штутгарт, 1994

### Детская литература
- Kudláskovy příhody (Приключения Кудласека), Прага 1969

### Романы
- Mimner, Прага 1972
- Modlitba k Janince (Мольба к Янинке), Прага, 1972
- Der 16. Fragebogen (Вопросник), Roman, Гамбург, 1979
- Dr. Kokes, mistr Panny (доктор Кокес, мистер Панни), Торонто, 1983
- Janinka, Roman, Кёльн, 1984
- Franz Kafka aus Prag (Франц Кафка из Праги), Frankfurt, 1983
- Mimner oder Das Tier der Trauer (Миммер или зверь Печали), Кёльн, 1986

### Новеллы
- Dámský gambit (Дамский гамбит), Prag 1974, Toronto 1978

### Антологии
- Hodina naděje (Час надежды), Frankfurt 1978
- Verfemte Dichter. Anthologie verbotener tschechischer Autoren (Отчуждённые поэты. Антология запрещённых чешских авторов), Köln 1983

### Рассказы
- Umělec v hladovení (Ein Hungerkünstler)
- První hoře (Erstes Leid)
- Starost hlavy rodiny (Die Sorge des Hausvaters)
- Obchodník (Der Kaufmann)
- Z deníku (Auszug aus dem Tagebüchern, 1921)
- Gebrauchsanweisung für Tschechien. München: Piper, 1999.
- Das Gesicht — der Schriftsteller — der Fall. Literatur in Mitteleuropa. Dresdner Poetikdozentur. Dresden: Thelem Universitätsverlag, 1999.
- Klub přátel poezie — Mladá Fronta, 1999.